# Харакс европейский
Харакс европейский или хвостокрыл Иасий или двухвостая нимфалида (лат. Charaxes jasius) — дневная бабочка семейства нимфалид. Видовое название восходит к Иасию — сыну Юпитера и Электры, любимцу Цереры.

## Описание
Крупная бабочка, длина переднего крыла у самцов превышает 35 — 47 мм. Размах крыльев 65 — 84 мм. Размах крыльев у самок на юге ареала может достигать 100 мм. Верхняя сторона крыльев тёмно-коричневая с широкой светло-коричнево-жёлтой полосой по краю крыла. Эта полоска продолжается на нижние крылья, где оканчивается чёрной окантовкой. Нижние крылья с двумя парами хвостиков, у основания которых располагаются синие пятна.

## Ареал

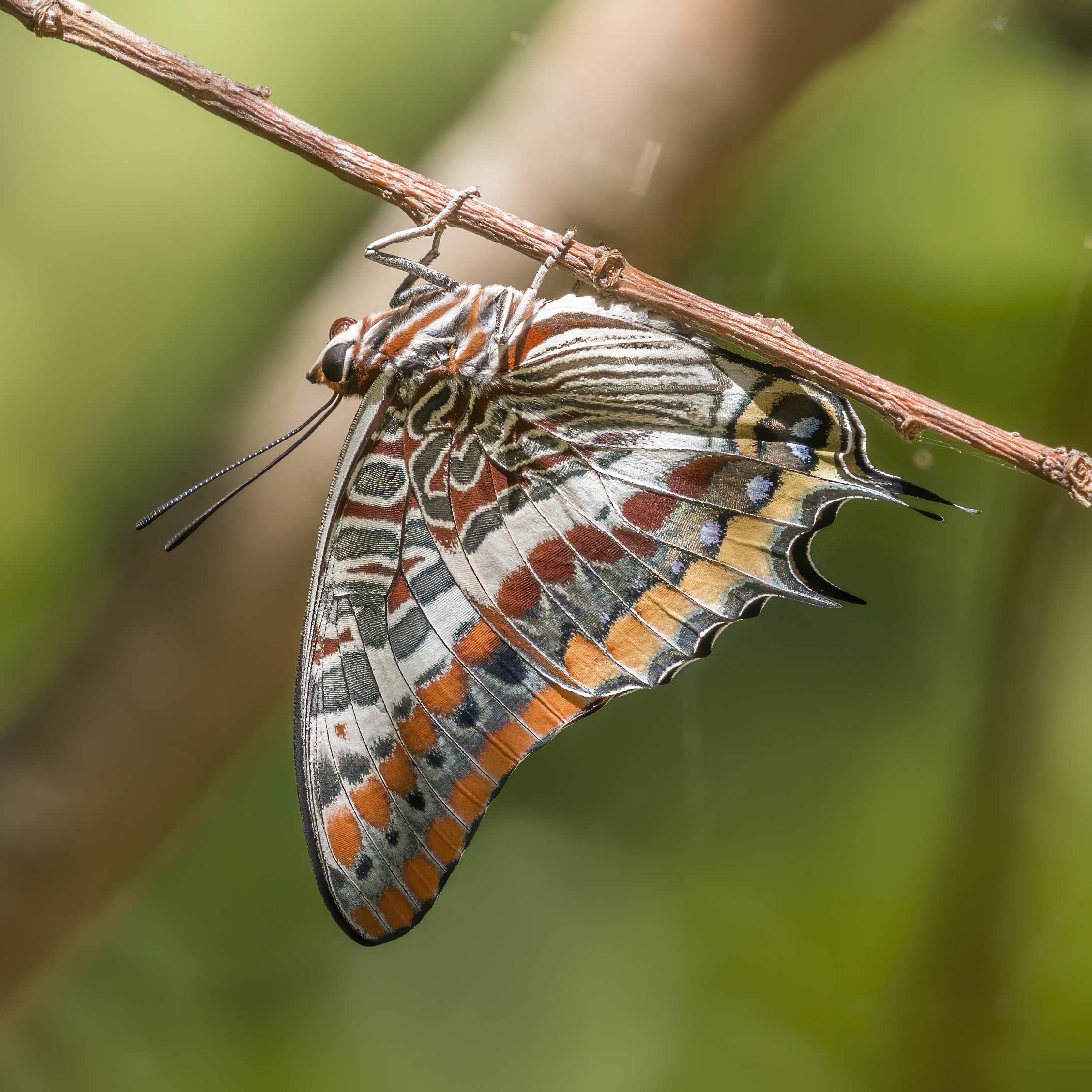

Преимущественно восточное средиземноморское побережье Греции, Франции, Югославии, Восточной Италии включая Кипр и другие крупные средиземноморские острова, в Испании и Португалии распространена скудно. Северная Африка, Израиль.

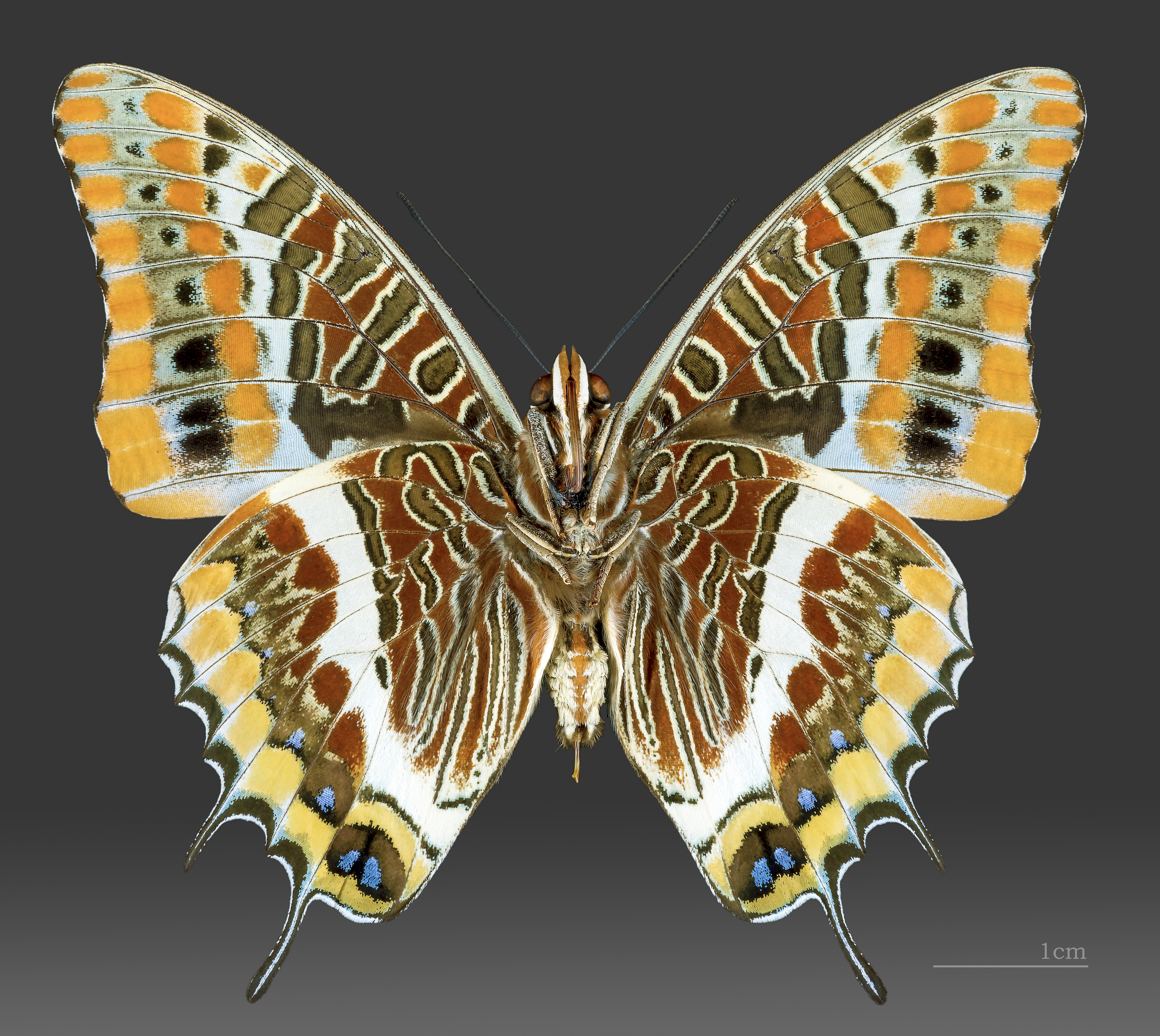
Нижняя сторона крыльев

### Замечания по распространению.
Существуют сообщения о находках этого вида в Крыму (сообщение Н. М. Романова и М. И. Сироткина, но в связи с отсутствием фактического материала вид обычно не включают в основной список видов Восточной Европы. Алфераки С. Н. указывал на залёт этой бабочки на мыс Ай-Тодор в Крыму в конце 1870-х годов.

## Местообитания
Тёплые морские побережья на высоте до 500 м, парковые насаждения, пойменные леса. В Атласских горах единичная находка на высоте 2200 м.

## Время лёта
Два поколения. Первое с сентября до апреля. Второе — с августа до сентября. В центре ареала встречается часто, в других местообитаниях — в ограниченной численности.

## Размножение
Самцы часто сидят на ветках земляничного дерева поджидая самок. В виду плохо развитого зрения часто самцы могут устремляться за любыми пролетающими мимо объектами.

## Жизненные стадии бабочки

### Гусеница
Первое поколение с сентября по апрель, второе — с июня по июль. Гусеницы зимуют на вечнозеленых растениях. Окраска гусениц ярко зелёная с множеством пятнышек жёлтого цвета. На голове 4 выроста, два средних с красными пятнами на конце.
Кормовые растения: Земляничник обыкновенный (Arbutus unedo),

### Фотографии

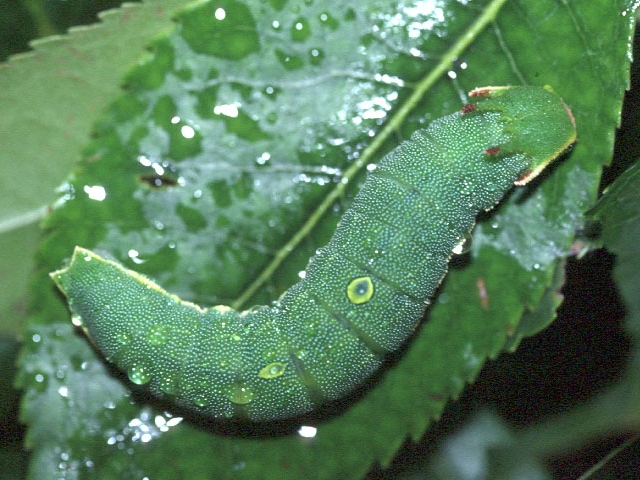
Гусеница
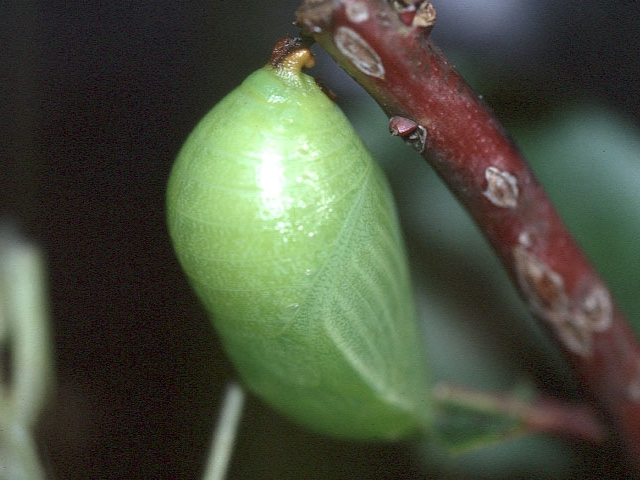
Куколка
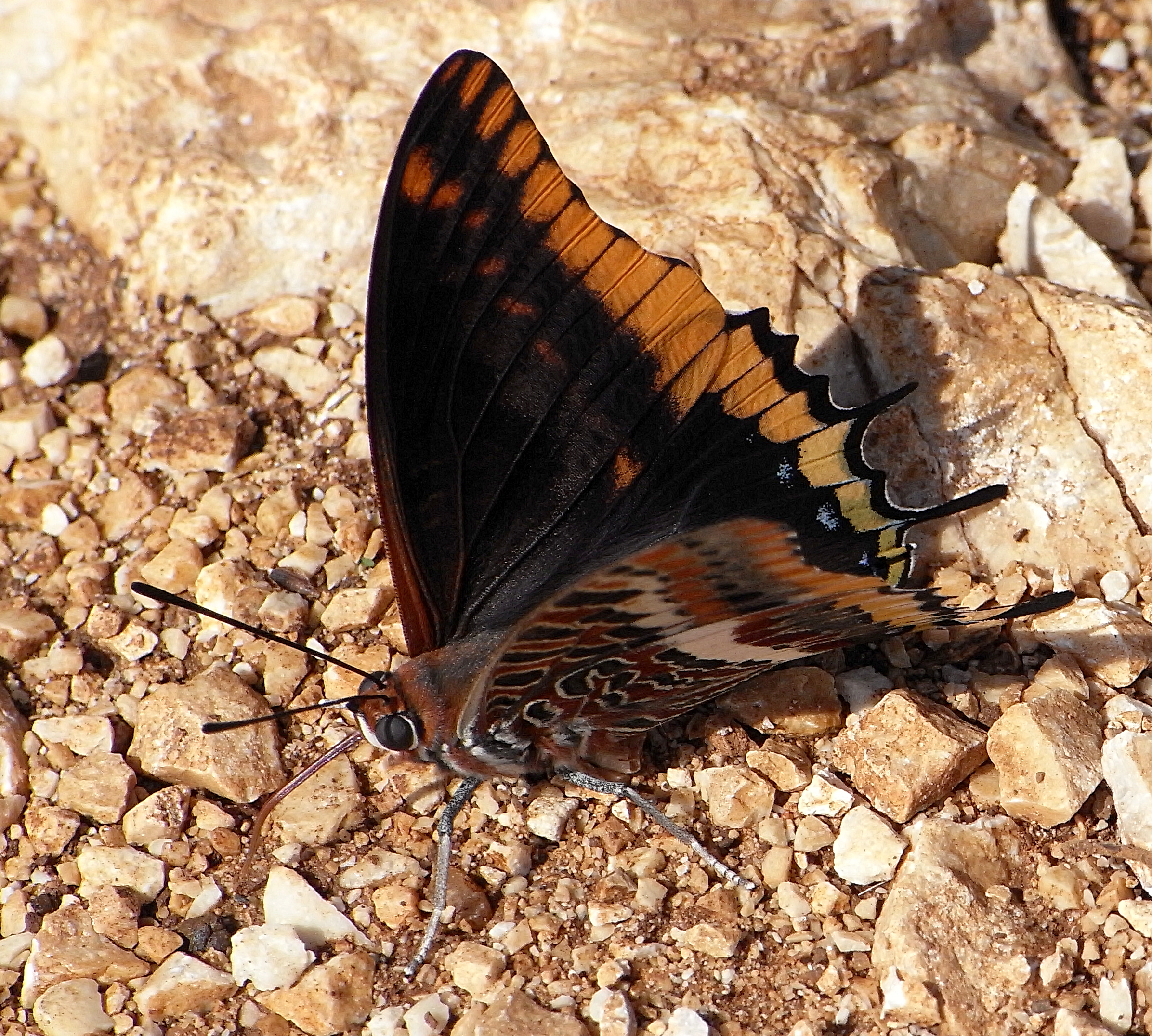
Имаго